# Rede de transmissão
A rede de transmissão são os RFI (voz, dados e sinais) é composta dos sistemas de transmissão através dos quais são realizadas as interconexões entre as centrais de comutação (veja central telefônica) ou entre redes de computadores.
Os sistemas de transmissão utilizam meios para o envio das informações, estes meios podem ser de dois tipos: meios físicos, por exemplo, cabo coaxial e fibra óptica, e meios não-físicos, o espaço livre. Pode-se conceituar meio de transmissão como todo suporte que transporta as informações entre os terminais telefônicos, desde a origem (central telefônica na origem da chamada) até o destino (central telefônica no destino da chamada) e vice-versa. Como suporte à transmissão temos: telefone, linha de assinante, percurso interno nas centrais telefônicas, linhas físicas, multiplex, rádio, atmosfera e vácuo.
Há um tipo de meio de transmissão. Tanto o meio utilizado por fio ou cabo quanto o meio utilizado pelo "espaço" são físicos.

## Comunicação
O conceito de comunicação, em telecomunicações, pode ser entendido como o transporte da informação de um lugar para outro, da origem ao destino. Para que se possa realizar uma comunicação, é necessário a utilização de sinais. O sinal é um fenômeno físico ao qual se associa a informação. Por exemplo, no caso da telefonia, a fala humana transformada em corrente elétrica que transporta a voz pelo telefone são sinais. Atualmente, os sinais mais comuns são os sinais elétricos e luminosos.
Os sinais elétricos tipicamente usam como meios de transmissão os cabos metálicos tradicionais, condutores de corrente elétrica. Os sinais luminosos usam como meios de transmissão os cabos ópticos (fibras ópticas monomodo e multimodo).
Os sistemas de telecomunicações podem ser divididos em:
- Sistemas analógicos: são aqueles que conservam a forma dos sinais desde a fonte ao destino.
- Sistemas digitais: são aqueles em que a forma do sinal transmitido é diferente do sinal original. Neste sistema, as formas dos sinais são convertidos para um sistema binário antes de serem transmitidos.

Uma simplificação de um sistema de telecomunicações é:
- FONTE >> TRANSMISSOR >> MEIO + RUÍDO >> RECEPTOR >> DESTINO

A atenuação é o enfraquecimento do sinal durante a propagação. Para transmitir sinais à distância, vencendo a atenuação e o ruído, usam-se dois processos básicos: modulação e amplificação.
- Modulação: é o processo de inserção de informação numa onda de frequência maior, denominada portadora. Na modulação, o sinal de informação é utilizado para variar uma das características da portadora: a amplitude, a frequência ou fase. amplitude modulada (AM). frequência modulada (FM).
- Amplificação: é o aumento da amplitude do sinal. Tem como funções amplificar um sinal a ser transmitido, para que ele possa se propagar no espaço, e amplificar o sinal recebido.

## Multiplexação
Multiplexação é a otimização do meio de transmissão para permitir várias comunicações simultâneas, na mesma direção. Os equipamentos que executam essa função são chamados de multiplex ou mux. No mux telefônico, o canal empregado chama-se de canal de voz, de 4khz de largura, sendo a faixa de 0,3 a 3,4khz de largura usada para voz. O mux agrupa vários canais de voz na origem, mantendo a separação que evita a interferência entre eles e os envia pelo meio de transmissão. No destino, o demux separa os canais recebidos.
A separação dos canais de voz por frequência é usada no FDM (Frequency Division Multiplex) ou, em português, multiplexação por divisão de frequência. Nesse método, cada sinal de voz modula uma portadora, separada da outra por 4khz. O resultado é a translação das frequências de voz para um sinal complexo, a banda base, que contém a informação de todos os canais.
A separação dos canais de voz também pode ser feita em relação ao tempo, chamada de TDM (Time Division Multiplex) ou multiplexação por divisão de tempo. Nesse método, várias amostras de sinais do canal são coletadas em intervalos de tempo bem pequenos, estas amostras serão transmitidas agrupadas pelo meio de transmissão. No destino, outro mux TDM recupera e junta os sinais de voz.
No FDM os sinais são sempre mantidos na forma original (somente alteram-se as frequências), portanto é um sistema analógico. Por outro lado, no TDM, os sinais de voz são convertidos em código binário, caracterizando-o como um sistema digital.
Atualmente já existe tecnologia que permite a multiplexação por divisão de comprimento de onda (WDM), considerando como meios de transmissão cabos ópticos.

## Linhas físicas
As linhas físicas são caracterizadas por condutores elétricos metálicos geralmente utilizado o (cobre), que interligam duas centrais telefônicas quaisquer. As mais utilizadas são as de pares de condutores elétricos, cabos coaxiais e fios.
- Pares de Condutores Elétricos: atualmente são agrupados para formar cabos de alta capacidade, conhecidos como cabos multipares. Onde em um cabo possuem diversos pares,(50 x 1) isso é: em apenas 01 cabo possuem 50 pares.
- Fios: raramente usados hoje em dia, normalmente entre postes para interligar centrais de comutação IU (interurbana).
- Cabos Coaxiais: são compostos por um conjunto de condutores cilíndricos, um maciço e outro oco, sendo que o primeiro é acomodado no interior do segundo isolado eletricamente. O cabo coaxial é formado por um conjunto de tubos, isolados elétrica e magneticamente, agrupados numa estrutura protetora comum.

Quando se interconectam centrais telefônicas através de cabos coaxiais, a técnica utilizada é chamada de multiplexação. A multiplexação é realizada através da divisão de frequência ou divisão do tempo. Os equipamentos utilizados são também os multiplex, que necessitam de dois cabos coaxiais, um para transmissão e outro para a recepção, que trabalham indistintamente, enquanto um transmite o outro pode receber.

## Meios de Transmissões não guiados
Todas as comunicações sem fio de baseiam do princípio da transmissão de ondas eletromagnéticas emitidas e recebidas pelo ar, por meio de antenas. No entanto ao invés de utilizar o termo "ar", especialistas da área utilizam o termo "Espectro Eletromagnético" como referência ao ambiente em geral onde as ondas podem se expandir.
Na ilustração podemos observar diferentes frequências classificadas como ondas eletromagnéticas não-ionizante e ionizantes. Mas para entender esses conceitos, precisamos entender que todas as ondas eletromagnéticas transportam energia e viajam na velocidade da luz. As ondas eletromagnéticas ionizantes são aquelas que possuem energia suficiente para remover elétrons do átomo ou quebrar ligações químicas. Em contrapartida as ondas eletromagnéticas não-ionizantes não possuem energia suficiente para remover elétrons ou quebrar ligações químicas. Dentre as ondas eletromagnéticas não-ionizantes, encontramos desde as frequências extremamente baixas (ELF), geralmente utilizadas em torres de comunicação cabeada, até as ondas de infravermelho. Separando as ondas não-ionizantes das ondas ionizantes, encontra-se a luz visível, a luz percebida pelos seres humanos. Na sequência, seguem as ondas eletromagnéticas ionizantes, compreendendo desde a radiação ultravioleta até os raios gama. As faixas de rádio, micro-ondas, infravermelho e luz visível do espectro eletromagnético podem ser usadas na transmissão de informações através da modulação da amplitude, da frequência, ou da fase das ondas. A modulação consiste em uma técnica criada para modificar as características da onda portadora do sinal. Na modulação por amplitude, a onda portadora do sinal é modificada em termos de amplitude para portar o sinal. A amplitude consiste na medida de oscilação da onda que pode ser positiva ou negativa. A modulação por frequência aplica técnicas para variar a frequência da onda portadora do sinal. A frequência indica o número de ocorrência de oscilações do sinal da onda em um determinado intervalo de tempo, sendo medida em Hz. A modulação de fase emprega técnicas para variar a fase da onda portadora do sinal. A fase de uma onda expressa o ângulo de uma onda.

## Transmissão via rádio
Existem casos em que a distância entre as centrais de comutação é maior e torna-se inviável a ligação via cabos. Nessas situações o meio de transmissão é o espaço livre (atmosfera ou vácuo). A interligação entre as centrais pode ser feita através de um equipamento de transmissão denominado rádio.
Um rádio é um conjunto composto de transmissor, antena transmissora, antena receptora e receptor. Por sua estrutura o rádio exige o uso associado de um multiplexador (mux). Dessa forma, o rádio tem por finalidade a transmissão de informações já preparadas pelo mux e recebimento de informações emitidas por outro sistema rádio, entregando a informação ao mux associado. Geralmente a quantidade de canais para recepção e transmissão é a mesma no rádio e no mux associado. Os tipos de transmissão via rádio são listados a seguir, sendo que para cada caso são usados antenas e rádios específicos:
- Visada direta
- Tropodifusão
- Refração

Por causa do fato dos sinais de rádio estarem sujeitos a atenuação de uma central para outra, algumas vezes é necessário a instalação de estações de rádio repetidoras. Por exemplo, os satélites colocados em órbita terrestre, são nada mais do que sofisticadas estações de rádio repetidoras, que utilizam o vácuo para propagação dos sinais.